# إدميلسون دي كارفاليو
إدميلسون دي كارفاليو هو لاعب كرة قدم برازيلي في مركز الهجوم، ولد في 5 مايو 1979 في ساو باولو في البرازيل. لعب مع نادي أغويا نيغرا.